# 129982 Jeffseabrook
129982 Jeffseabrook este o planetă minoră (asteroid) din centura de asteroizi. A fost descoperită pe 31 octombrie 1999 la Catalina Station⁠(d) de Catalina Sky Survey. 
Obiectul prezintă o orbită caracterizată de o semiaxă mare de 2,5364037259145 UAi, o excentricitate de 0,13, o înclinație de 14,4 ° în raport cu ecliptica.